# Khairiah Mandah
Khairiah Mandah is een bestuurslaag in het regentschap Indragiri Hilir van de provincie Riau, Indonesië. Khairiah Mandah telt 3641 inwoners (volkstelling 2010).